# Florichisme
Florichisme är ett släkte av insekter. Florichisme ingår i familjen lyktstritar.
Kladogram enligt Catalogue of Life:
| Florichisme | \| \| Florichisme divisa \| \| \| \| \| \| Florichisme venosa \| \| \| \| |
|             | \| \| Florichisme divisa \| \| \| \| \| \| Florichisme venosa \| \| \| \| |
|             | Florichisme divisa                                                        |
|             |                                                                           |
|             | Florichisme venosa                                                        |
|             |                                                                           |